# Альфа-розщеплення
α-розщеплення, альфа-розщеплення (англ. α-cleavage)
- 1. У мас-спектрометрії — розрив зв'язку біля атома, сусіднього з тим, що несе заряд.

R2R1C(=O−) → R1 + R2C=ֹO−
- 2. У фотохімії — гомолітичний розрив зв'язку, який сполучає атом чи групу зі специфічною групою. Часто застосовують до зв'язку з карбонільною групою, у цьому випадку перетворення має назву фотореакція типу Норіша 1. Треба відрізняти від альфа-(α-)викиду[expulsion].